# San Francisco Coaxusco
San Francisco Coaxusco är ett samhälle inbakat mellan Toluca de Lerdo och Metepec i kommunen Metepec i delstaten Mexiko i Mexiko. Samhället hade 24 310 invånare vid folkräkningen år 2020, och var kommunens fjärde största ort sett till befolkningsantal.